# Lepton
Lepton pl. Lepta (Λεπτόν pl. Λεπτά) è il nome di alcune unità frazionali usate nel mondo di lingua greca dall'antichità fino ad oggi. 
La parola significa "piccolo" o "sottile" e durante i periodi classico ed ellenistico un lepton fu sempre una moneta di poco valore, in genere la denominazione più piccola disponibile. 
Nella Grecia moderna, lepton (forma moderna: Λεπτό, lepto) è il nome della frazione, pari ad 1/100, di tutte le valute ufficiali dello stato greco: la fenice (1827-1832), la dracma (1832-2001) ed ora l'euro (2002- .. ). Il suo simbolo non ufficiale è Λ.